# West of England Challenger 1997
Il West of England Challenger 1997 è stato un torneo di tennis facente parte della categoria ATP Challenger Series nell'ambito dell'ATP Challenger Series 1997. Il torneo si è giocato a Bristol in Gran Bretagna dal 7 al 13 luglio 1997 su campi in erba.

## Vincitori

### Singolare
Stefano Pescosolido ha battuto in finale  Mark Petchey con il punteggio di 7–6, 7–6

### Doppio
Il torneo di doppio non è stato completato